# 戰略陰謀：最後戰役
《戰略陰謀：最後戰役》（英語：Sniper: The Last Stand）是一部2025年美英動作片，由丹妮什卡·埃斯特哈奇執導，西恩·沃森（Sean Wathen）編劇，查德·麥可·柯林斯、萊恩·羅賓斯、莎倫·泰勒、曼紐爾·羅德里奎茲-薩恩斯（Manuel Rodriguez-Saenz）和阿諾·凡斯洛主演。電影講述王牌狙擊手布蘭登·貝克（Brandon Beckett）來到科斯塔弗德（Costa Verde），與同事席羅（Zero）加入一支精銳部隊，共同對抗一支毫不留情的民兵組織。本片為2023年電影《戰略陰謀：全球反應情報小隊》的續集和《戰略陰謀》系列電影的第11部作品。
電影2025年1月21日在美國採DVD首映和VOD發行。

## 劇情
「全球反應情報小組」（Global Response & Intelligence Team，簡稱）的加百列·史東派遣布蘭登·貝克到虛構南美洲地區科斯塔弗德（Costa Verde），與席羅會合，加入以莫迪塞為首、來自世界各地士兵組成的精銳部隊。該部隊目標為對抗當地民兵組織，以及拿下軍火商科瓦洛夫；科瓦洛夫正向民兵出售一種致命的脈衝武器，席羅已在此追蹤他多時。
貝克受莫迪塞之命，負責指導年輕的狙擊手宗迪。部隊任務展開，襲擊了科瓦洛夫的根據地，並逮到了對方。科瓦洛夫和武器研發人員馬克西姆急忙啟動了脈衝武器，震昏了在場所有人。莫迪塞等人清醒後趕在大批民兵到來前，打算帶著科瓦洛夫和馬克西姆撤退。未料，莫迪塞等人以及科瓦洛夫和馬克西受到脈衝武器的影響，倒地後隨即死亡，當時不再場的貝克、席羅、諾瓦、天使、赫拉和宗迪逃過一劫。
接管領導權的貝克避免讓脈衝武器落入敵軍之手，決定讓諾瓦藉由衛星下載硬碟中的資料；貝克等人則開始與到達此地的大批民兵交戰。激烈交戰期間，赫拉陣亡，諾瓦在資料傳輸完成後也中彈倒地。之後，貝克炸毀了實驗室。敵方人數眾多，貝克和席羅在背水一戰之際決定留下來斷後，讓天使與宗迪先離開。當貝克與席羅被敵人包圍時，來自科斯塔弗德的援兵到達，拯救了兩人。貝克與席羅離開後，援兵發現被認為已死的諾瓦還活著。
最後，貝克和席羅在天使與宗迪的目送下搭船離開。在片尾，席羅遺落交戰現場的標誌被人發現。

## 演員
- 查德·麥可·柯林斯飾演布蘭登·貝克（Brandon Beckett）
- 萊恩·羅賓斯飾演席羅（Zero）
- 莎倫·泰勒（英语：Sharon Taylor）飾演赫拉（Hera）
- 曼紐爾·羅德里奎茲-薩恩斯（Manuel Rodriguez-Saenz）飾演諾瓦（Nova）
- 阿諾·凡斯洛飾演萊克·科瓦洛夫（Ryker Kovalov）[5]
- 史考特·喬治（Scott George）飾演希洛（Hilo）
- 武希·庫內（英语：Vusi Kunene）飾演莫迪塞（Modise）
- 諾索洛·德拉米尼（Noxolo Dlamini）飾演天使（Angel）
- 西佐·馬赫朗古（Sizo Mahlangu）飾演宗迪（Zondi）
- 羅伯·范·范維倫（英语：Rob van Vuuren）飾演毛瑟·馬克西姆（Mauser Maxim）

## 外部連結
- 互联网电影数据库（IMDb）上《戰略陰謀：最後戰役》的资料（英文）